# Biringen
Ne doit pas être confondu avec Piringen.
Biringen est un quartier de la commune allemande de Rehlingen-Siersburg, en Sarre.

## Géographie
Village sur la frontière franco-allemande. Situé à l'est de Waldwisse.

## Histoire
Ancienne commune de la Moselle, puis ancienne commune allemande jusqu'en 1974.

## Liens Externes
- Biringen (Rehlingen-Siersburg)